# Pogoanele
Pogoanele est une ville de Roumanie situé dans le județ de Buzău.
En 2011 sa population était de 7 275 habitants.

## Démographie
Lors du recensement de 2011, 91,82 % de la population se déclarent roumains, 3,03 % comme roms (5,11 % ne déclarent pas d'appartenance ethnique et 0,02 % déclarent appartenir à une autre ethnie).

## Politique
| Parti | Parti                        | Sièges |
| ----- | ---------------------------- | ------ |
|       | Parti social-démocrate (PSD) | 7      |
|       | Parti national libéral (PNL) | 5      |
|       | Parti social roumain (PSRo)  | 3      |